# Nicolas Gosse
Nicolas Louis François Gosse (* 2. Oktober 1787 in Paris; † 9. Februar 1878 in Soncourt-sur-Marne, Département Haute-Marne) war ein französischer Historien-, Porträtmaler und Kupferstecher.

## Leben
Gosse war ein Schüler von François-André Vincent an der École des Beaux-Arts, wo er in der akademischen Malerei ausgebildet wurde. Er schmückte in dieser Weise mehrere öffentliche Gebäude, wie Kirchen und Theater, mit dekorativen und monumentalen Wandmalereien aus. Er debütierte 1808 im Salon de Paris mit einem Ex voto-Gemälde für die Pariser Kirche St-Étienne-du-Mont. Bis 1870 wurden seine Werke regelmäßig dort ausgestellt, insbesondere Porträts, biblische, historische und zeitgenössische Themen. Gosse malte mehrere Säle im Louvre aus und fertigte unter anderem einen Plafond im Justizpalast in Rennes.

## Auszeichnungen (Auswahl)
- 1819: Medaille 3. Klasse
- 1824: Medaille 2. Klasse
- 23. April 1828: Ritter der Ehrenlegion
- 9. August 1870: Offizier der Ehrenlegion

## Werke (Auswahl)
Historienbilder

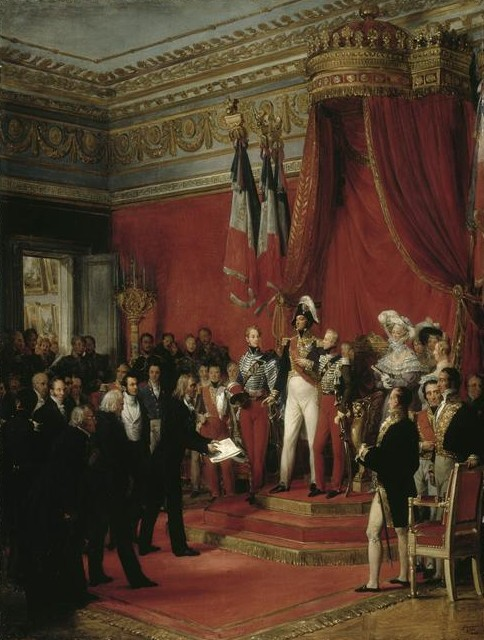
Ludwig Philipp schlägt die seinem Sohn, dem Herzog von Nemours, angebotene Krone von Belgien aus

- Der Bischof von Lisieux beschützt in der Bartholomäusnacht das Leben der Hugenotten (Wandmalerei in der Kirche St-Nicolas-du-Chardonnet)
- Napoleon I. empfängt 1807 die Königin Luise von Preußen in Tilsit (Museum Versailles)
- Napoleons und Alexanders Zusammenkunft in Erfurt (Museum Versailles)
- Ludwig Philipp schlägt die seinem Sohn, dem Herzog von Nemours, angebotene Krone von Belgien aus
- König Ludwig Philipp I. in der Uniform eines Generals der Nationalgarde (Louvre)
- Die Söhne Eduards IV. von England
- Die Gerechtigkeit Karls V.
- König Karl X. geht zur Kirche Notre-Daine
- 1854: Ex-voto à sainte Geneviève
- 1854: Napoleon III. besucht die Baustelle des neuen Louvre

Porträts
- Portrait einer Frau (Nizza)
- 1829: Porträt des François-Alexandre Fromont

Religiöse Darstellungen
- Die Anbetung der Könige
- Die Geburt Christi
- Der heilige Vinzenz von Paul, der von Tunesen gefangen, seinen Herrn, einen Renegaten, bekehrt (Musée du Luxembourg)
- Der Tod des heiligen Vincentius Ferrerius (Kathedrale von Vannes)
- Jakob erkennt seine Kinder (Museen Limoges)